# MechWarrior: Tactical Command
MechWarrior: Tactical Command — тактическая стратегия в реальном времени, разработанная сингапурской студией Personae Studios и выпущенная 26 сентября 2012 года на платформе iOS. Игровой процесс, выстроенный вокруг управления мехами, был вдохновлён играми серии MechCommander (MechCommander, MechCommander 2).